# Horto florestal Edmundo Navarro de Andrade
.
El Horto Florestal Edmundo Navarro de Andrade también llamado Floresta Estadual Edmundo Navarro de Andrade es una reserva forestal y jardín botánico de 2.230,5358 hectáreas de extensión que se ubica en Río Claro, estado de São Paulo, Brasil.

## Localización
Floresta Estadual Edmundo Navarro de Andrade, Bairro Vila Horto Florestal, Avenida 2 n.º 572 - Centro Río Claro

## Historia
A finales del siglo XIX, había escasez de traviesas para el mantenimiento y construcción de las líneas férreas. Con la intención de suplir la demanda de madera para "dormentes" y "carvão", la « Companhia Paulista de Estradas de Ferro », creó Huertos Forestales, entre los cuales se encontraba el, Horto Florestal Edmundo Navarro de Andrade, en la ciudad de Río Claro, en homenaje a Edmundo Navarro de Andrade que, en 1914, trajo de Australia 144 especies de eucalipto. 
Creado en 1909, poseía 2.230,5358 hectáreas con la mayor variedad de especies de eucalipto de Brasil, haciendo de ella un centro de investigación y aclimatación del eucalipto en Brasil. Originalmente la finca pertenecía a la Compañía Paulista de Estradas de Ferro, siendo transferida para « FEPASA » en la década de 1970, época de la estatalización de las vías férreas.
A partir de 1998 pasó a ser administrado por el Instituto Florestal da Secretaria de Estado do Meio Ambiente, a través del Instituto Florestal.
En el año 2002, el Horto se transforma en Floresta Estadual, a través del decreto n.º 46.819, de 11/06/2002, pasando a denominarse "Floresta Estadual Edmundo Navarro de Andrade", con vistas a una administración sostenible de sus recursos disponibles para la investigación y la visita pública, cambiando sus siglas a FEENA (Floresta Estadual Edmundo Navarro de Andrade).

## Colecciones
Actualmente 2008, la colección de Eucalyptus australianos consta de 62 especies, entre otros Eucalyptus citriodora, Eucalyptus maculata, Eucalyptus tereticornis, Eucalyptus punctata
- Museo del Eucalipto, con diversos enfoques expositivos, tales como, Historia de la creación de los « Hortos Florestais », la cultura del eucalipto (Homenaje para Edmundo Navarro de Andrade), utilidades del Eucalipto: en las vías férreas, para el papel y la celulosa